# رشاد جيمس
رشاد جيمس (بالإنجليزية: Ra'Shad James)‏ مواليد 26 يناير 1990 في وايت بلينس، هو لاعب كرة سلة أمريكي. بدأ مسيرته الاحترافية في سنة 2013. يلعب مع نادي سيدفيتا لكرة السلة كلاعب هجوم خلفي. يحمل الرقم 0. يبلغ طوله 6 قدم 1 بوصة (1.9 م).

## المسيرة الاحترافية
لعب مع وونجو دونجبو برومي في سنة 2015، ثم لعب مع نادي كشالين لكرة السلة في موسم 2015–2016، ثم لعب مع ويستتشستر نيكس في سنة 2016، ثم لعب مع نادي سيدفيتا لكرة السلة في سنة 2016.

## روابط خارجية
- رشاد جيمس على موقع الدوري الأوروبي لكرة السلة (الإنجليزية)
- رشاد جيمس على موقع كرة السلة الأوروبية.كوم (الإنجليزية)
- رشاد جيمس على موقع كلية كرة السلة في سبورتس رفرنس.كوم (الإنجليزية)
- رشاد جيمس على موقع ريلجم (الإنجليزية)
- رشاد جيمس على موقع بروبوليرز (الإنجليزية)
- رشاد جيمس على موقع سبورتس رفرنس (الإنجليزية)
- رشاد جيمس على موقع سبورتس رفرنس (الإنجليزية)
- رشاد جيمس على موقع سبورتس رفرنس (الإنجليزية)